# Mendoravia dumaziana
Mendoravia dumaziana är en ärtväxtart som beskrevs av René Paul Raymond Capuron. Mendoravia dumaziana ingår i släktet Mendoravia och familjen ärtväxter. Inga underarter finns listade i Catalogue of Life.